# Yes, Madam?

Yes, Madam? est un film britannique musical réalisé par Norman Lee et sorti en 1939. Il est adapté d'un roman de K.R.G. Browne.

## Synopsis
Deux cousins qui ne se connaissent pas, Bill Quinton et Sally Gault, apprennent qu'ils héritent d'une grosse somme d'un de leurs oncle, à condition de rester un mois au service d'un industriel et de sa sœur, sans se faire renvoyer.

## Fiche technique
- Réalisation : Norman Lee
- Scénario : William Freshman d'après un roman de K.R.G. Browne[1]
- Producteur : Walter C. Mycroft
- Photographie : Walter J. Harvey
- Musique : Harry Acres
- Durée : 77 minutes
- Date de sortie : 1939

## Distribution
- Bobby Howes : Bill Quinton
- Diana Churchill : Sally Gault
- Wylie Watson : Albert
- Bertha Belmore : Emily Peabody
- Vera Pearce : Pansy Beresford
- Billy Milton : Tony Tolliver
- Fred Emney : Sir Charles Drake-Drake
- Cameron Hall : Catlett